# デヴィッド・ウェイン
デヴィッド・ウェイン（David Wayne,  1914年1月30日 - 1995年2月9日）は、アメリカ合衆国の俳優である。

## 来歴
1914年、ミシガン州のトラバースシティに生まれる。西ミシガン大学を卒業後はクリーブランドで統計家として働き始めるが、後に同州のレパートリー・シアターに参加。後にブロードウェイへも進出して『Finian's Rainbow』ではTheatre World Awardとトニー賞を受賞した。トニー賞へはブロードウェイ舞台版の『八月十五夜の茶屋』でも受賞しているほか、ミュージカル舞台の『The Happy Time』へもノミネートされている。
映画界へも進出して1948年に『ジェニーの肖像』で映画デビュー。翌年にはスペンサー・トレイシー、キャサリン・ヘプバーン出演のロマンティック・コメディ映画の『アダム氏とマダム』へも出演。マリリン・モンローとも4度共演するなど、映画界でも頭角を現して、映画俳優としての地位を確固たるものにした。1950年代からはテレビ界へも進出して、様々なテレビドラマシリーズへ出演。1957年に出演した『Suspicion』では、その演技が評価されて翌年のプライムタイム・エミー賞の男優部門へもノミネートされた。

## 出演作品

### 映画
- ジェニーの肖像 Portrait of Jennie (1948)
- アダム氏とマダム Adam's Rib (1949)
- 猛獣と令嬢 The Reformer and the Redhead (1950)
- ステラ Stella (1950)
- My Blue Heaven (1950)
- M M (1951)
- Up Front (1951)
- 素晴らしき哉、定年! As Young as You Feel (1951)
- わが心に歌えば With a Song in My Heart (1952)
- Wait Till the Sun Shines, Nellie (1952)
- 結婚協奏曲 We're Not Married! (1952)
- 人生模様 O. Henry's Full House (1952)
- The I Don't Care Girl (1953)
- Down Among the Sheltering Palms (1953)
- Tonight We Sing (1953)
- 百万長者と結婚する方法 How to Marry a Millionaire (1953)
- 地獄と高潮 Hell and High Water (1954)
- The Tender Trap (1955)
- イブの三つの顔 The Three Faces of Eve (1957)
- 底抜け一等兵 The Sad Sack (1957)
- The Last Angry Man (1959)
- 栄光のジャングル The Big Gamble (1961)
- The Boy Who Stole the Elephant (1970) ※テレビ映画
- アンドロメダ... The Andromeda Strain (1971)
- ハックルベリーの冒険 Huckleberry Finn (1974)
- 1932年・実録連邦警察 The F.B.I. Story: The FBI Versus Alvin Karpis, Public Enemy Number One (1974) ※テレビ映画
- フロント・ページ The Front Page (1974)
- It's a Bird... It's a Plane... It's Superman! (1975) ※テレビ映画
- Tubby the Tuba (1975) ※声の出演
- チビッ子ギャング台風 The Apple Dumpling Gang (1975)
- カーニバル殺人事件 Murder at the Mardi Gras (1978) ※テレビ映画
- 名犬ラッシー/ロッキーを越えて Lassie: A New Beginning (1978) ※テレビ映画
- 愛の贈物 The Gift of Love (1978) ※テレビ映画
- プライズファイター/ 笑撃! タイトルマッチ The Prize Fighter (1979)
- アメリカン・クリスマス・キャロル An American Christmas Carol (1979) ※テレビ映画
- マネーハンティングUSA 500万ドルを追いかけろ Finders Keepers (1984)
- 暴走サバイバー The Survivalist (1987)
- Poker Alice (1987) ※テレビ映画

### テレビドラマ
- アクターズ・スタジオ Actor's Studio (1948, 1949)
- スタジオ・ワン Studio One (1950)
- アルコア・アワー The Alcoa Hour (1956)
- ヒッチコック劇場 Alfred Hitchcock Presents (1957)
- ジェネラル・エレクトリック・シアター General Electric Theater (1957, 1959)
- プレイハウス70 Playhouse 90 (1957)
- アルコア・シアター  Alcoa Theatre (1959)
- ミステリー・ゾーン Twilight Zone (1959)
- 幌馬車隊 Wagon Train (1960)
- ルート66 Route 66 (1962)
- 裸の町 Naked City (1962)
- アルフレッド・ヒッチコック・アワー The Alfred Hitchcock Hour (1963)
- Sam Benedict (1963)
- バージニアン The Virginian (1963)
- バークにまかせろ Burke's Law (1964)
- Mr.ブロードウェイ Mr. Broadway (1964)
- バットマン Batman (1966, 1967)
- ディズニーランド Disneyland (1970, 1974)
- ネーム・オブ・ザ・ゲーム The Name of the Game (1971)
- 四次元への招待 Night Gallery (1971)
- サンフランシスコ捜査線 The Streets of San Francisco (1972)
- バナチェック登場  Banacek (1973)
- マニックス Mannix (1973)
- 鬼警部アイアンサイド Ironside (1973)
- ガンスモーク Gunsmoke (1970, 1974)
- ハワイ5-0 Hawaii Five-O (1974)
- 名探偵ジョーンズ Barnaby Jones (1974)
- Barney Miller (1975)
- エラリー・クイーン Ellery Queen (1975, 1976)
- 刑事デルベッキオ Delvecchio (1976)
- ビッグハワイ Big Hawaii (1977)
- ダラス Dallas (1978)
- Matt Houston (1983, 1984)
- ラブ・ボート The Love Boat (1983, 1985)
- St. Elsewhere (1984, 1985)
- ジェシカおばさんの事件簿 Murder, She Wrote (1985)
- 私立探偵ハリー Crazy Like a Fox (1985)
- Dr.トラッパー サンフランシスコ病院物語 Trapper John, M.D. (1986)
- ゴールデン・ガールズ The Golden Girls (1986)